# Карл-Теодор Фрайхер фон унд цу Гутенберг
Карл-Теодор Мария Николаус Йохан Якоб Филип Франц Йозеф Силвестер барон фон унд цу Гутенберг (на немски: Karl-Theodor Maria Nikolaus Johann Jacob Philipp Franz Joseph Sylvester Freiherr von und zu Guttenberg), накратко Карл-Теодор цу Гутенберг (на немски Karl-Theodor zu Guttenberg) е немски политик от CSU и от 28 октомври 2009 федерален министър на отбраната на Германия в кабинета на Ангела Меркел. Преди това от 9 февруари до 28 октомври 2009 е федерален министър на икономиката на Германия. Той е предложен за министерското кресло след оставката на Михаел Глос и е най-младия министър на отбраната в историята на ФРГ.